# Привольє (Лямбірський район)
Приво́льє (рос. Приволье, ерз. Приволье) — присілок у складі Лямбірського району Мордовії, Росія. Входить до складу Саловського сільського поселення.

## Населення
Населення — 49 осіб (2010; 42 у 2002).
Національний склад (станом на 2002 рік):
- росіяни — 100 %